# Ristilompola
Ristilompola eller Ristilompolo är en sjö i Finland. Den ligger i kommunen Enare i landskapet Lappland, i den norra delen av landet, 900 km norr om huvudstaden Helsingfors. Ristilompola ligger 142,3 meter över havet. Omgivningarna runt Ristilompola är i huvudsak ett öppet busklandskap. Arean är 16,6 hektar och strandlinjen är 2,93 kilometer lång. Sjön  ingår i Pasvik älvs huvudavrinningsområde. 